# Ǭ
Der Buchstabe Ǭ (kleingeschrieben ǭ) ist ein Buchstabe des lateinischen Schriftsystems, bestehend aus einem O mit Ogonek und Makron. In Apache steht dieses Zeichen für den mittleren Ton des Nasalvokals O. Außerdem verwendet das Library of Congress den Buchstaben bei der Transliteration der laotischen Schrift.

## Darstellung auf dem Computer
Unicode enthält das O mit Ogonek und Makron an den Codepunkten U+01EC (Großbuchstabe) und U+01ED (Kleinbuchstabe).